# Augusto Font Carreras
Augusto Font Carreras (en catalán: August Font i Carreras) (Barcelona, 2 de junio de 1845 - ibídem, 6 de marzo de 1924) fue un arquitecto y profesor español.

## Biografía
Alumno aventajado de Elías Rogent, se licenció en 1869. Comenzó su actividad profesional más destacable en El Pilar de Zaragoza, donde dirigió las obras de restauración y reforzamiento de la cúpula central. Intervino también en la redacción, junto a Rogent, del proyecto de restauración de la catedral de Tarragona, y participó en la de Gerona.

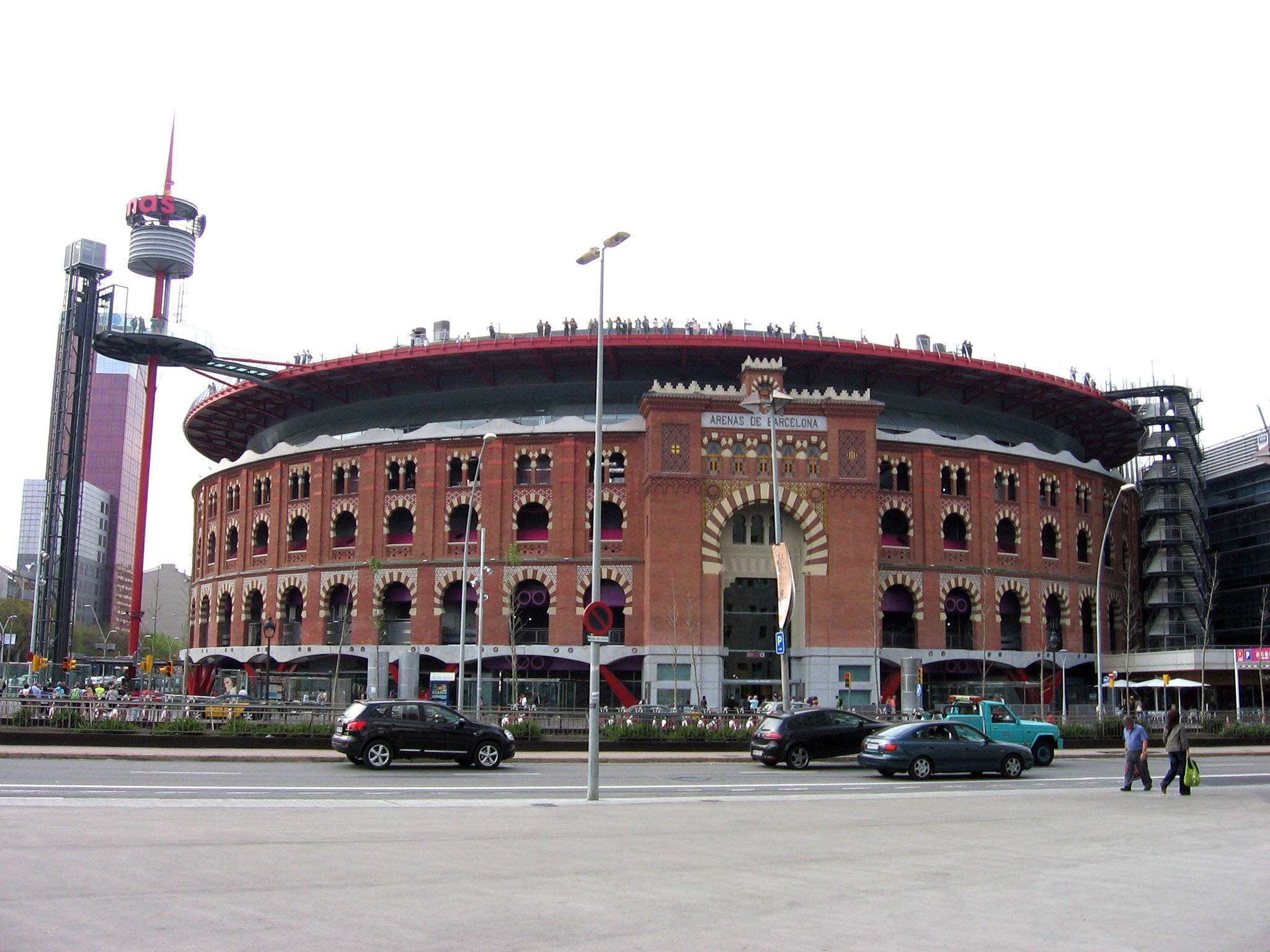
Plaza de toros Arenas de Barcelona, diseñada en estilo neomudéjar por Augusto Font Carreras.

Del conjunto de su obra, destaca especialmente la finalización de la fachada gótica de la catedral de Santa Eulalia de Barcelona, concretamente el cimborrio, donde destacó su habilidad y maestría para la arquitectura neogótica. Otras obras destacables fueron el Palacio de Bellas Artes de Barcelona, ya desaparecido, que se encontraba dentro de la Exposición Universal de Barcelona; la Plaza de toros de las Arenas, actualmente transformada en centro comercial; el Palau de les Heures (también conocido como Casa Gallart, de estilo del clasicismo francés y actualmente integrado en el campus Mundet de la Universidad de Barcelona); el desaparecido café-restaurante la Maison Dorée, sito en el número 7 de la plaza de Cataluña en Barcelona; la Iglesia de la Caridad de Barcelona, la basílica de Santa María de Vilafranca y la Casa Vía Raventós, Cal Figarot, que en la actualidad alberga la sede social de los Castellers de Vilafranca, la reforma neomedieval de la Torre d'en Feu, en Sabadell y finalmente la Torre Font , una de sus escasas obras modernistas, construida en 1913 en la calle Sant Joan de la Salle de Barcelona, donde el arquitecto vivió hasta el final de su vida.